# Amphirhachis rubriventris
Amphirhachis rubriventris là một loài tò vò trong họ Ichneumonidae.